# Wrangelsberg

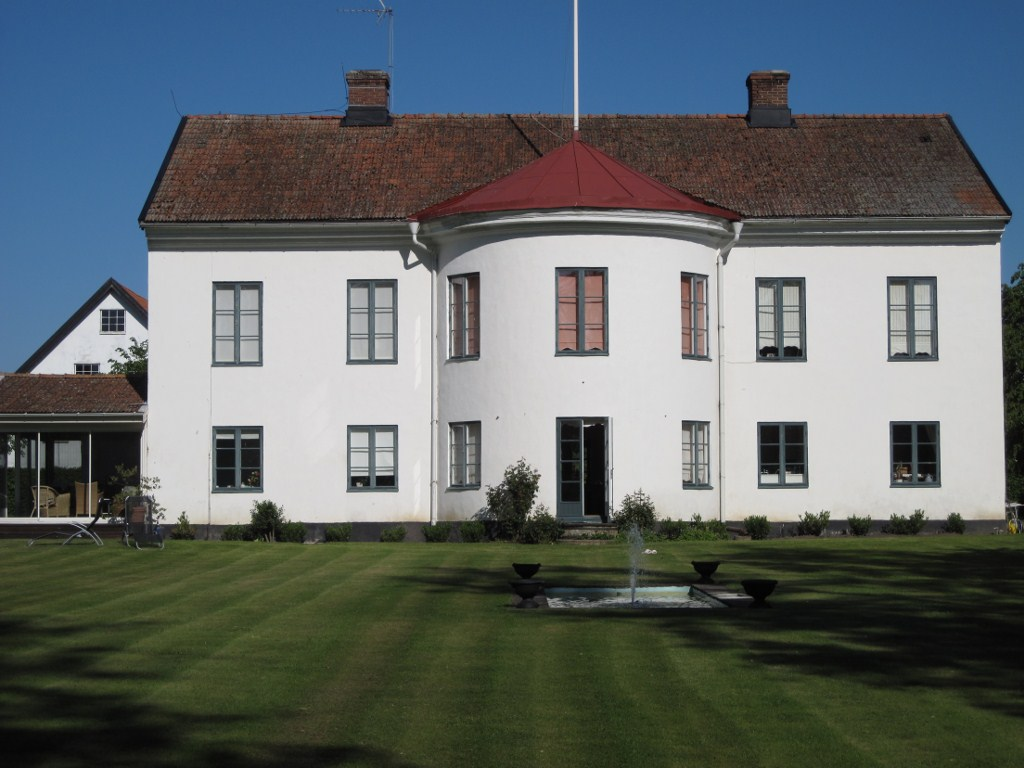
Wrangelsberg 2011

Wrangelsberg är en herrgård i Färlövs socken i Kristianstads kommun i Skåne.

## Historia
Friherre Carl Adam Wrangel af Adinal fick 1783 ärva Ovesholms gods i Träne socken efter sina föräldrar Hedvig Sofia Winterstein och hennes make, friherre Henning Reinhold Wrangel. År 1787 fick han dessutom ärva Araslövs gods som vid denna tid omfattade hela Färlövs socken. Både Ovesholm och Araslöv ägdes dessförinnan av hans mors moster, Sofia Elisabeth Ridderschantz. Hon kallades för "Skånska Prinsessan" på grund av att hon var dotter-dotter-dotter till kung Christian IV av Danmark och hennes vanor dessutom var mycket kungliga.
Carl Adam Wrangel var en mycket framstående jordbrukare, fullt jämförbar med Maclean på Svaneholm och Stjernswärd på Engeltofta, och genomförde stora reformer på sina skånska egendomar. Genom stora dikningsföretag lades nya marker under plogen. Enskifte genomfördes och Araslöv uppdelades efter skotskt mönster på brukningsenheter, elva s.k. farmer. Varje farm omfattade några hundra tunnland och försågs med präktiga och ståndsmässiga byggnader, nyanlagda trädgårdar och alléplanterade tillfartsvägar.
Så uppstod under åren 1790-1820 herrgårdarna Wrangelsberg, Sofieberg, Sofiedal, Hamiltonhill, Harastorp, Gustafsfält, Skottlandshus, Wrangelsdal, Ulriksdal, Adinal och Kristineberg, vartill kom moderfastigheten Araslöv. En hel socken omvandlades på detta sätt och Araslövs farmer ger idag med sina åkervidder och allésystem en bestämd prägel åt landskapet.
Carl Adam Wrangel hade i sitt gifte med Anna Margareta Hamilton, 1760-1815, två söner och tänkte därför stifta två fideikommiss av sina egendomar, som "ständige stamgods till Wrangelska namnet". Så blev emellertid inte fallet. Den yngste sonen, Ludvig Ulric Carl Adam, dog ogift före fadern och därför tillföll samtliga egendomar den äldste sonen Henning Gustaf vid faderns död 1829.
Henning Gustaf Wrangel avled fyra år senare utan att efterlämna några barn i äktenskapet med grevinnan Anna Hedvig Lewenhaupt. Enligt hans testamente kom därför egendomarna att delas mellan hans kusiner av ätten Hamilton.
Araslöv tillföll bröderna Malcolm Casimir, född 1789, och Hugo Didrik, född 1791. De sålde senare sina delar till sin medarvinge, brodern greve Axel Hugo Raoul Hamilton, född 1787, som även ägde Ovesholm och Kronovall i Fågeltofta socken nära Tomelilla. Kronovall hade han fått ärva av sin moder, Beata von Essen af Zellie.
Wrangelsberg tillhörde efter faderns död 1875 hans son, greve Raoul Gustaf Hamilton, 1855-1931, på Ovesholms slott.
Nuvarande ägare är den sistnämndes sonsonson.